# Ouadi Doum
Ouadi Doum est une ville du nord du Tchad.
Elle a été occupée par les forces libyennes durant le conflit tchado-libyen.